# Delftsche Vliet
De Delftsche Vliet is een kanaal met een lengte van 4,6 kilometer tussen Delft en Rijswijk, en is onderdeel van het Rijn-Schiekanaal, dat de verbinding vormt tussen de Oude Rijn nabij Leiden en Overschie.
Het deel vanaf Leiden tot nabij de grens Den Haag/Rijswijk, ter hoogte van  Drievliet, wordt thans de Vliet genoemd. Deze verbinding loopt vanaf de Leidse wijk Roomburg naar het westen voor een deel parallel aan het tracé van het kanaal van Corbulo, de verbinding tussen Rijn en Maas die de Romeinen op last van keizer Corbulo in 47 n. Chr. aanlegden.  
Rond 1340 werd de verbinding gegraven tussen Delft en de huidige locatie van de Hoornbrug: de Delff, naderhand genoemd de Delftsche Vliet. De aftakking van de Haagse Trekvliet ter hoogte van Drievliet werd gegraven tussen 1344 en 1345.
Van 1891 tot 1894 werd de Delftse Vliet ten behoeve van het scheepvaartverkeer verbreed. Het gedeelte vanaf Delft naar Overschie heet de Schie.
De gehele verbinding vanaf Leiden tot aan Delft heet Rijn-Schiekanaal.

## Afbeeldingen

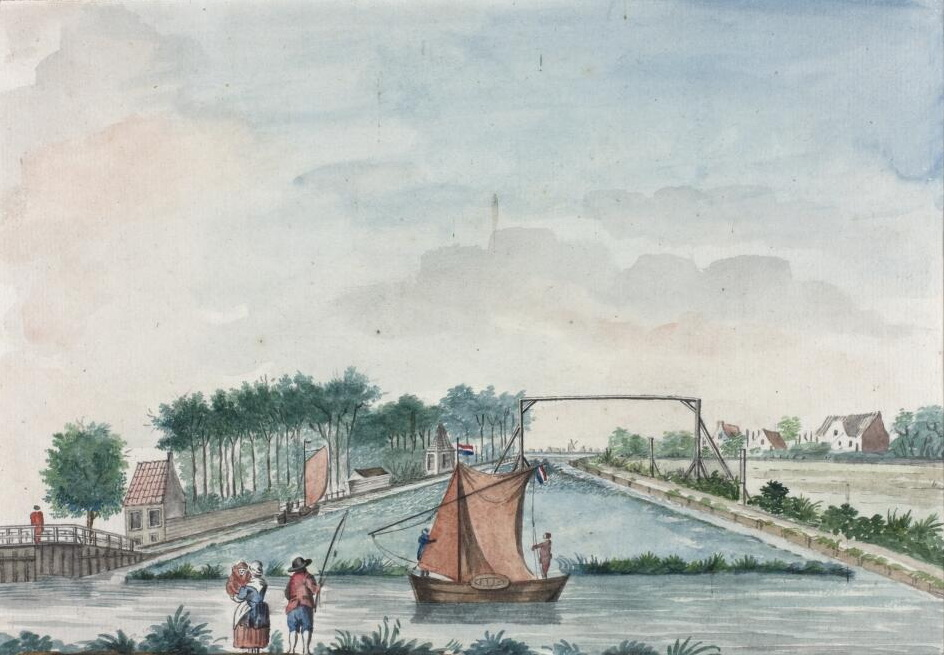
De Delftsche Vliet in 1788
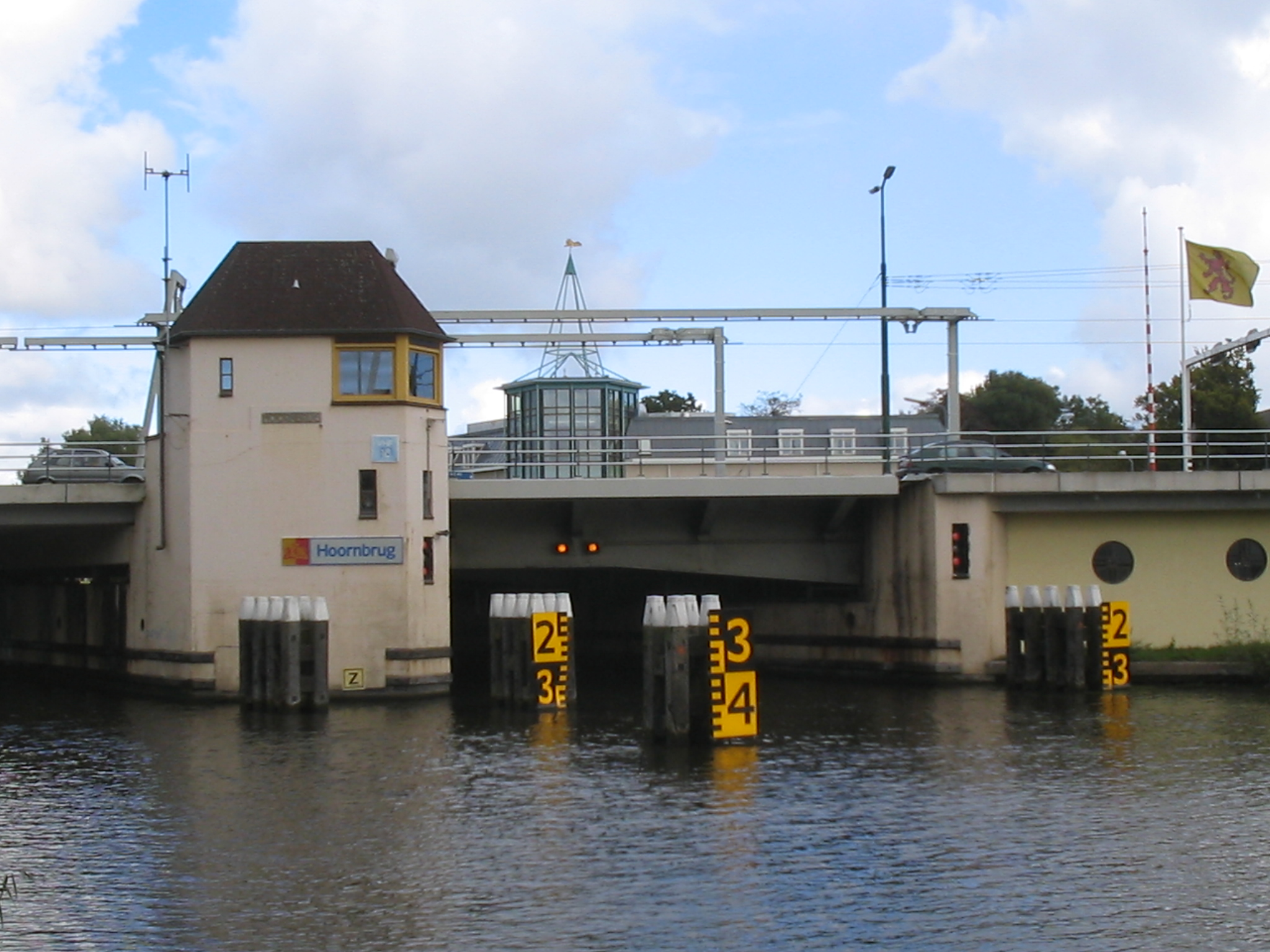
Hoornbrug over de Delftsche Vliet
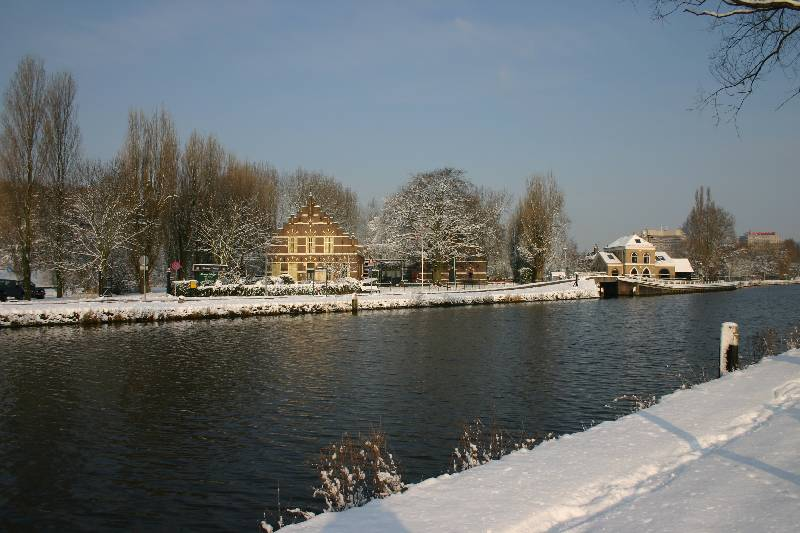
Het Jaagpad in Rijswijk langs de Delftsche Vliet